# 阿布利
阿布利（法語：Ablis，法語發音：[abli] ⓘ），法国中北部城市，法兰西岛大区伊夫林省的一个市镇，隶属于朗布依埃区，其市镇面积为25.92平方公里，2022年1月1日时人口数量为3,814人，在法国城市中排名第3,179位。
阿布利位于伊夫林省南部，是一个区域性的中心城市，法国国道N10线和A11高速公路在此交汇。

## 地名来源

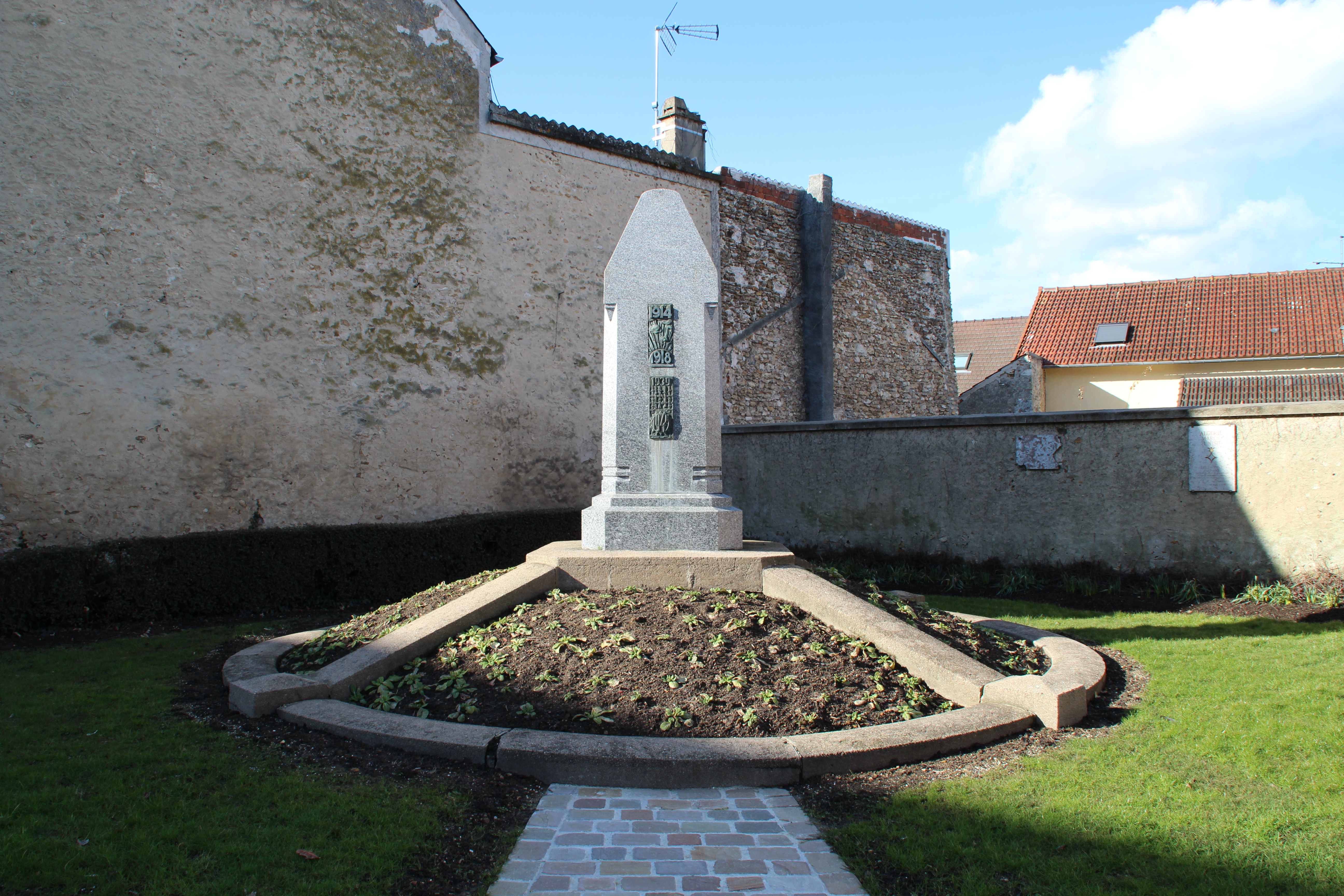
烈士纪念碑

阿布利最初以拉丁语“Avallocium”的形式被记载，该名称可能出自高卢语单词“avalo”，意为“苹果”。

## 历史
根据阿布利官方网站的论述，阿布利由卡努特人建造。古典时期，阿布利成为上博斯地区的一个交通枢纽，两条道路在此十字交汇。阿布利在中世纪时曾转手于多个领主，当地的圣伯多禄-圣保罗教堂最初建成于1115年。中世纪末期，阿布利兴建了防御工事。法国大革命后，阿布利成为塞纳-瓦兹省的一个市镇，并在1793至1801年间为该省的一个县治。普法战争期间，阿布利曾被普鲁士军队烧毁。1931年，途径阿布利的西环线－沙特尔铁路建成通车，该铁路在二战期间被严重破坏，战后被废弃。1968年，塞纳-瓦兹省被撤销，阿布利被划入新成立的伊夫林省。20世纪70年代，途径阿布利的A11高速公路建成通车。

## 地理

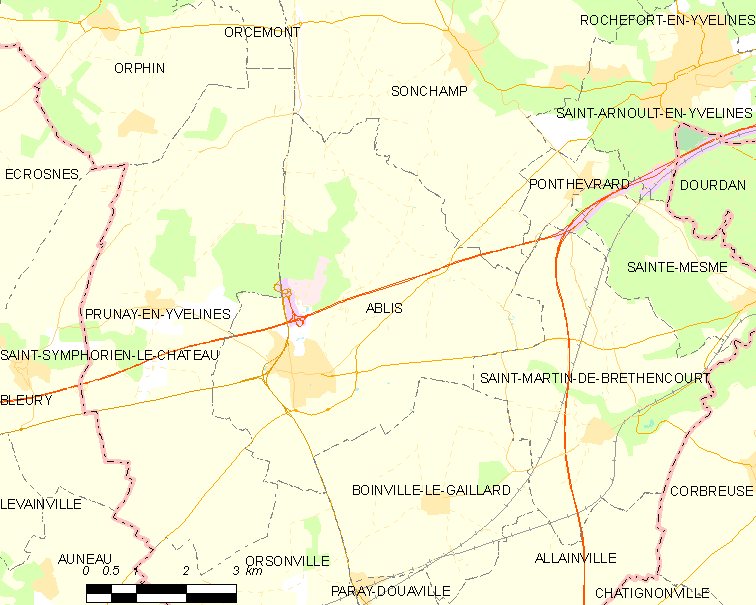
阿布利市镇范围地图

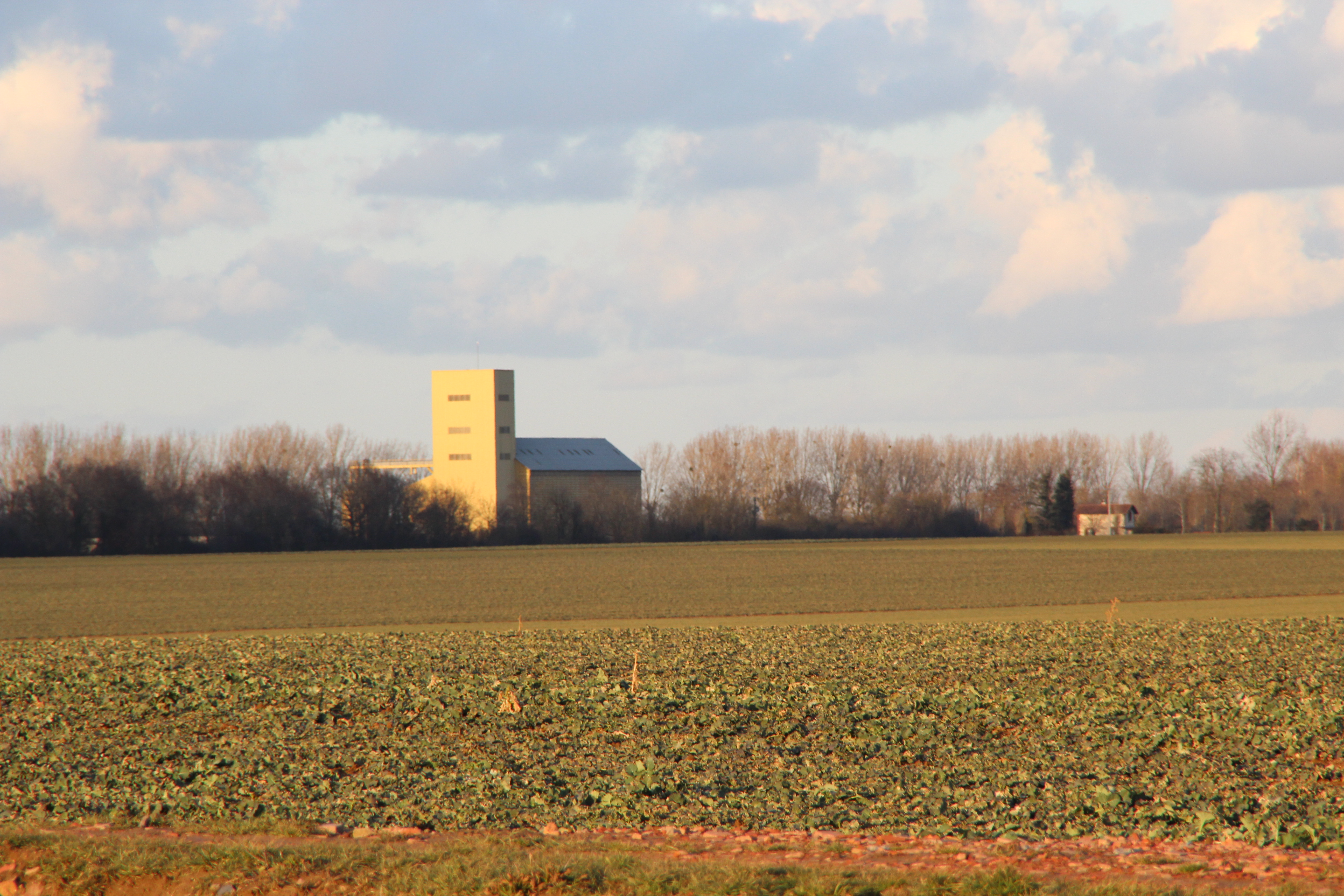
阿布利附近的土地

阿布利位于法国中北部，法兰西岛大区西南部和伊夫林省南部，距离省会凡尔赛大约48公里。与阿布利接壤的市镇包括：松尚、伊夫林地区普吕奈、圣马丹-德布雷唐库尔、奥松维尔和班维尔勒加亚尔。

### 地形
阿布利位于博斯地区腹地，境内以平原为主，市镇中心地势较为平坦，全境海拔在132到164米之间。

### 水文
阿布利位于塞纳河流域范围内，佩雷溪（ruisseau de Perray）自东北向西流经市区北部，该河左岸有一处以“阿布利”命名的湖泊。

### 植被
阿布利属于温带阔叶混交林区，市镇范围北部为蒂尔佩讷树林（Bois de Tirepenne）。
在鲜花城市的评比中，阿布利被评为3星级鲜花城市。

### 气候
阿布利在柯本气候分类法中属于温带海洋性气候（Cfb）。

## 行政区划
阿布利的市镇编号为78003，邮政编号为78660。
在行政管理方面，阿布利隶属于法国法兰西岛大区伊夫林省朗布依埃区；在地方选举方面，阿布利隶属于朗布依埃县，其市镇范围全境被划入伊夫林省第十选区；在社会管理方面，阿布利是朗布依埃土地城市圈公共社区的组成部分。
截至2023年7月，阿布利市镇范围内暂无任何城市敏感街区及城市政策优先街区。
法国国家统计与经济研究所（简称）在进行数据统计时，将阿布利市镇单独设为阿布利城市核心区（Unité urbaine d'Ablis），并将包括核心区在内的周边共1,794个市镇划为巴黎城市区。自2020年起，巴黎城市区被包含1,929个市镇的巴黎城市辐射区代替。此外，还将阿布利市镇整体看作一个“块区”（IRIS），以便于统计人口分布情况。

## 交通

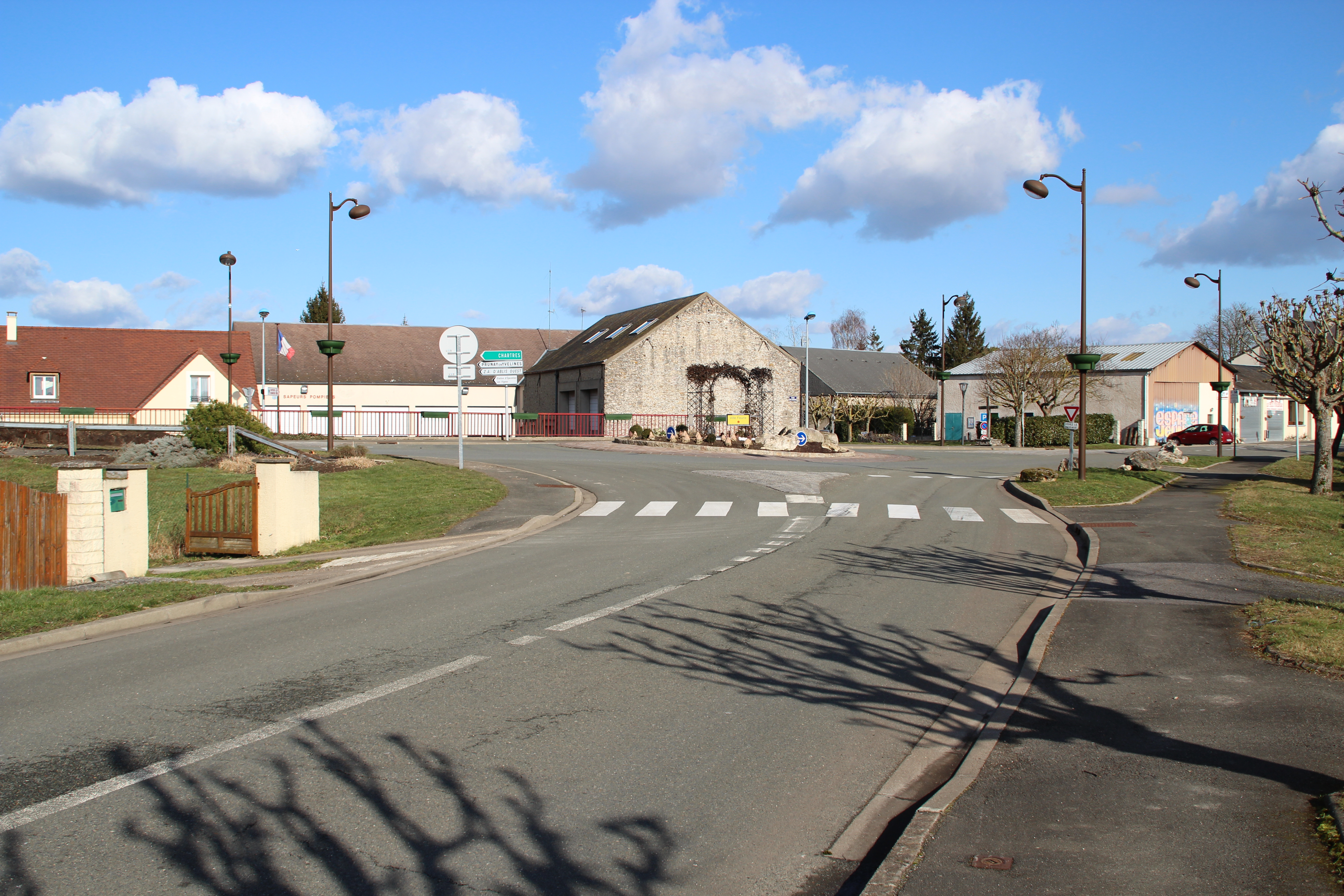
普吕奈公路环岛

### 公路
法国A11高速公路和国道N10线在阿布利境内十字交汇，此外还有多条伊夫林省省道经过阿布利境内，法兰西岛大区下属的城际客运提供巴士线路，可前往周边部分市镇。
2019年，85.1%的阿布利家庭拥有至少一辆私人汽车。2021年，阿布利境内共发生各类交通事故3起，造成4人受伤，其中3人重伤。
| 1 | 1.7 |

| 凡尔赛 | 48 |

| 沙特尔 | 28 |

| 埃唐普 | 31 |

### 铁路
阿布利位于西环线－沙特尔铁路上，该铁路在二战结束后被废弃。
阿布利距离欧诺站、杜尔当森林站和杜尔当站的公路里程均约14公里。

### 航空
距离阿布利最近的民用航空站为公里外的巴黎-奥利机场。

### 城市公共交通
阿布利是朗布依埃城市公共交通网的覆盖范围，该系统由法国交通发展集团-朗布依埃负责运营。截至2023年7月，该系统共包括数十条公交线路，其中公交11路、18路、23路、25路和26路经过阿布利市区。

## 政治

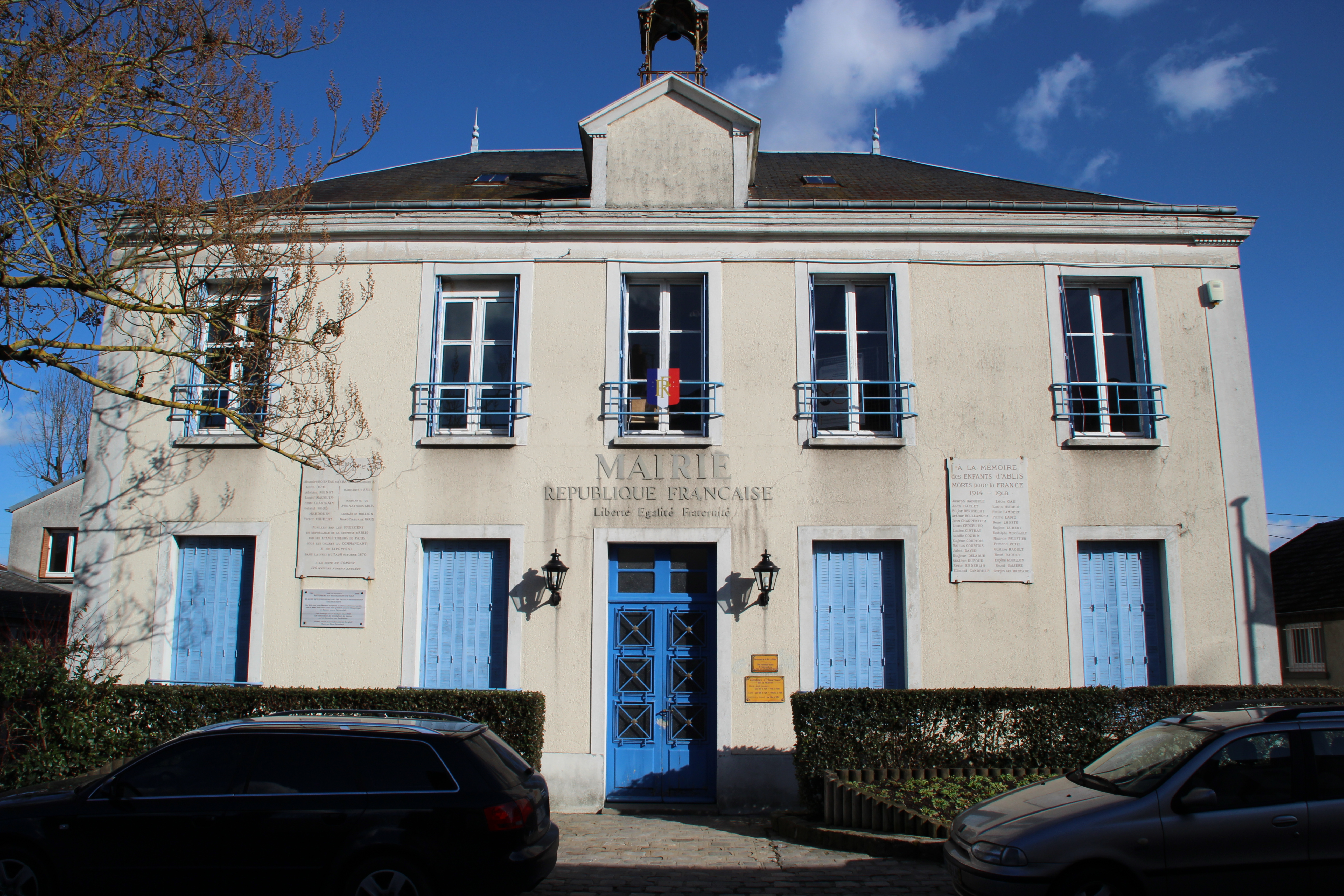
阿布利市政厅

阿布利的现任市长为让-弗朗索瓦·西雷先生（Jean-François SIRET），他是一名无党派人士，在2020年的市政选举中获得了54.90%的支持率。
在2022年的法国总统大选中，法国第25任总统埃马纽埃尔·马克龙在阿布利获得了57.3%的支持率。

## 人口
2020年，阿布利市镇人口数量为3,509，在法国排名第3,179位。其中男性1,717人，女性1,773人，75岁及以上人口占4.4%，外籍人口数量为138人，人口密度为135人/平方公里，当地居民被称为（男性）或（女性）。2020年，阿布利境内出生38人，死亡人口30人。
| 阿布利1901年－2020年人口变化情况 |
|                                  |
| 数据来源：Cassini、INSEE         |

## 经济

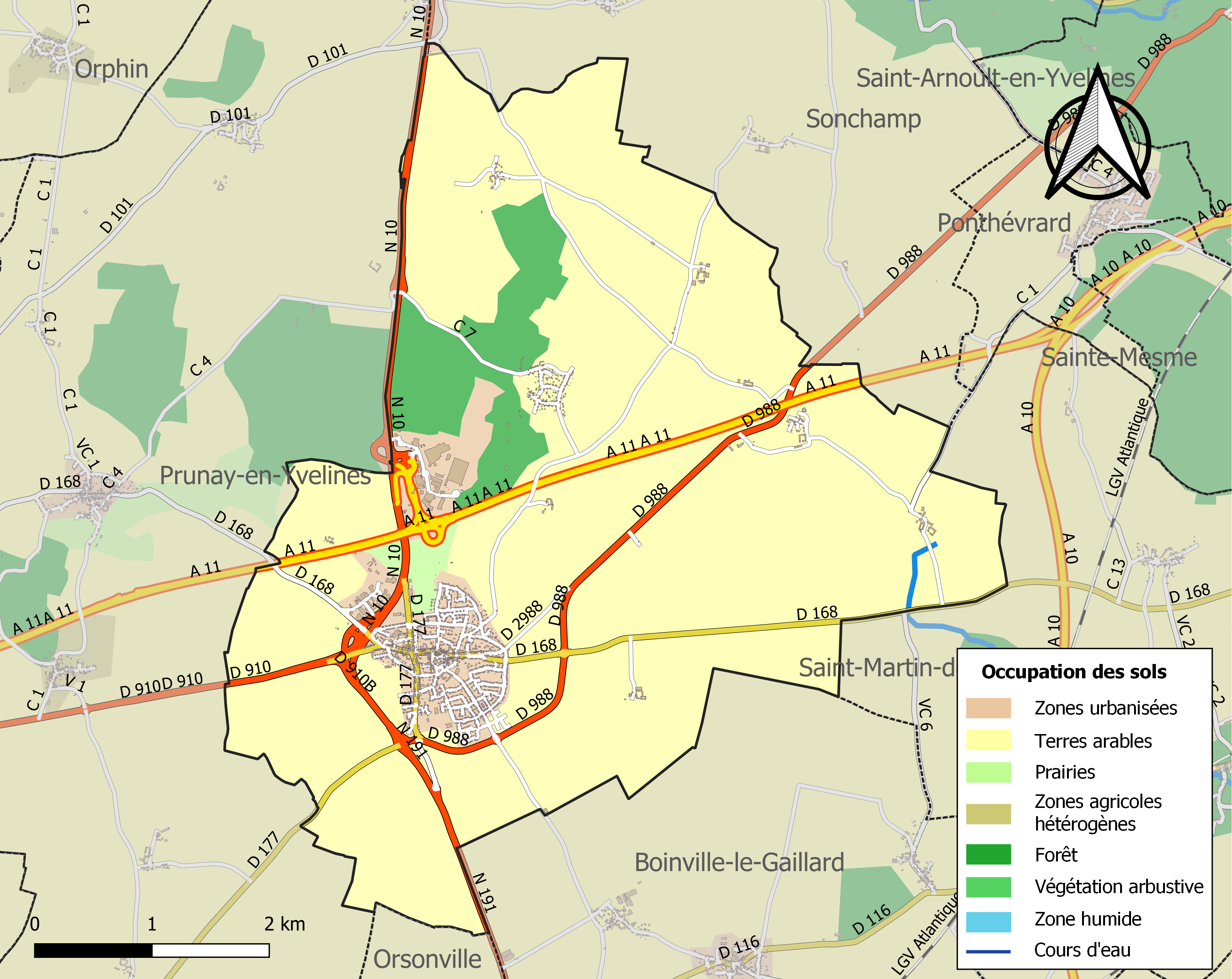
阿布利土地利用情况地图

阿布利是一个区域性的中心城市。截至2023年7月，阿布利市镇范围内共有各类用人单位（包含自雇）492家，平均历史为14年，其中98.15%为中小型企业（PME），2023年5月至7月间，当地的经济活力指数为0。（零售）、（汽车配件销售）及（工业设备）是当地2021年营业额最高的三个企业，分别为290,956,147欧元、72,423,479欧元和9,963,206欧元。

## 财政与居民收入
2021年，阿布利的财政收入总额为3,857,700欧元，财政支出总额为3,643,340欧元，当年的债务总额为1,100,840欧元。2021年，阿布利市镇通过增值税获得361,160欧元的收入，此外当地还共获得了244,890欧元的国家直接财政补助。
2019年，阿布利的人均月收入总额为2,680欧元，其中高级职员为4,068欧元，低于法国平均水平（4,230欧元）；中级职员为2,596欧元，高于法国平均水平（2,411欧元）；普通职员为1,916欧元，高于法国平均水平（1,740欧元）。
2019年，阿布利境内的青壮年（15至64岁）失业率为7.5%；当地58.0%的家庭拥有纳税资格，平均纳税3,570欧元，低于法国平均水平（4,393欧元）。

## 社会事务

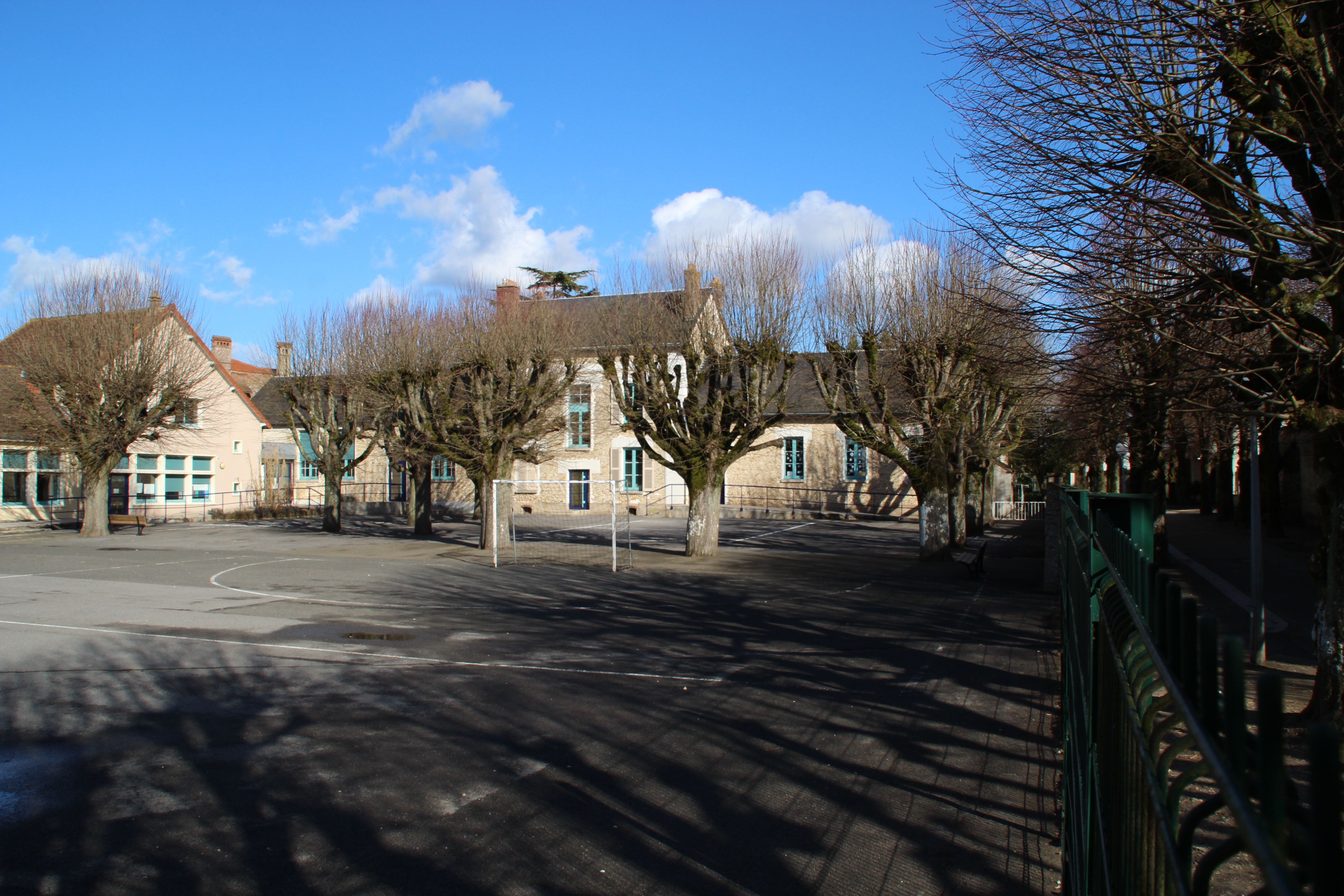
阿布利的一所小学

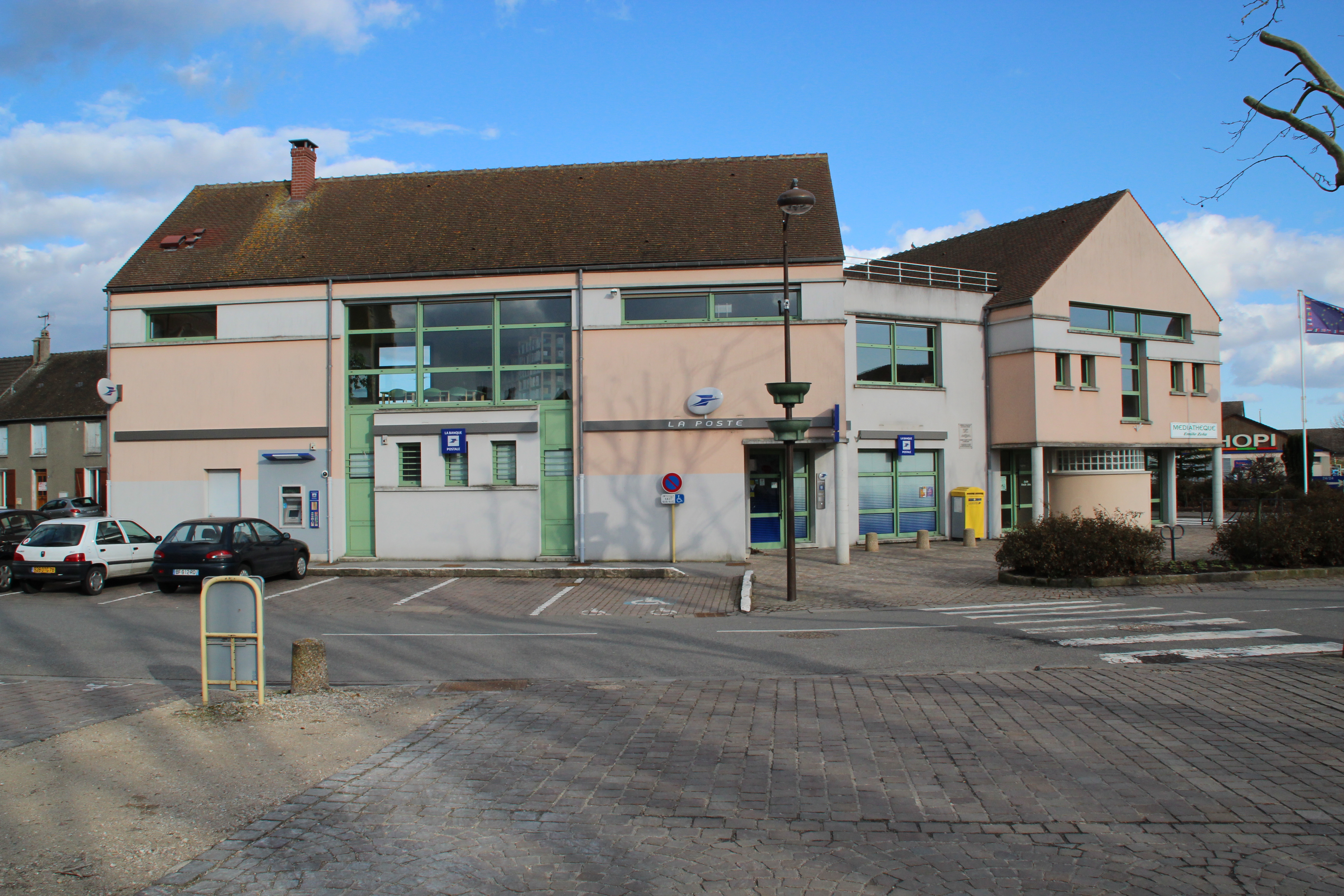
邮局

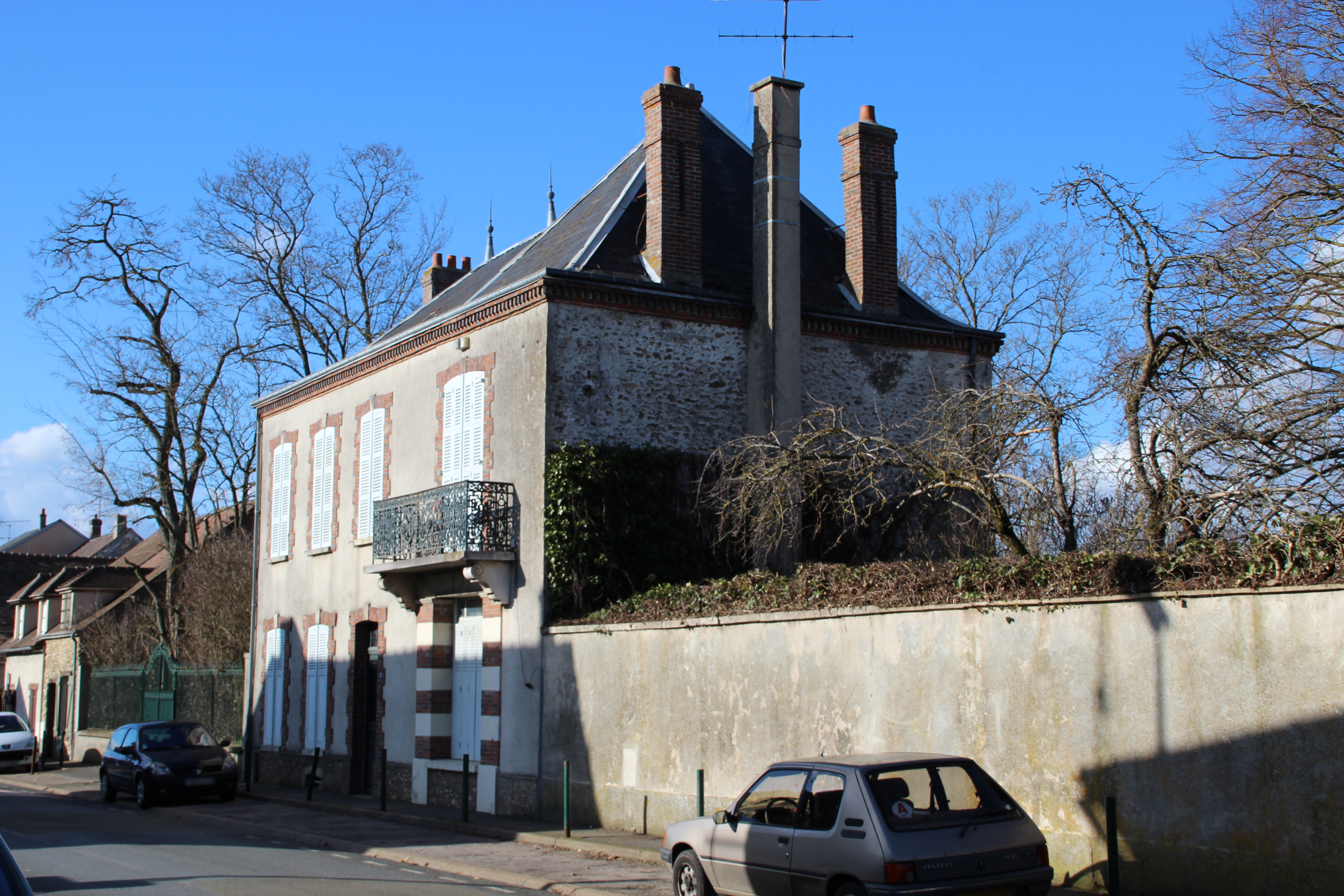
民居

### 教育
阿布利属于凡尔赛学区。截至2021年1月1日，阿布利境内共有1所幼儿园和1所小学。

### 医疗
截至2021年1月1日，阿布利境内共有全科医生2名、保健师2名、牙医1名和护士2名。境内共有药房1家。
距离阿布利最近的区域性医疗机构为朗布依埃中心医院，其主病区位于朗布依埃，距离阿布利市区的正常车程大约17分钟，设有床位224个，是当地规模最大的公立综合性医院。

### 住房
2019年，阿布利境内共有各类住房1,410套，其中85.7%为独立式居民区，14.0%为集中式居民区。常住房屋占阿布利市镇范围内居民建筑总量的89.5%。
在住房保障政策方面，2021年，阿布利境内共有124户家庭获得了住房经济补助，受益人数占总人口数量的3.5%，其中111份为房租补助。

### 商业
2021年，阿布利境内共有各类实体商铺68家，其中餐厅4家、大型超市1家、面包房2家、肉铺1家、银行门店3家、美容美发店2家、汽车维修店9家。镇中心建有U Express超市。

### 体育
2021年，阿布利境内共有1间体育馆、4处网球场、1处足球或橄榄球场以及1处篮球或排球场。
截至2023年7月，南78阿布利足球俱乐部（Ablis FC Sud 78，编号551498）是阿布利境内唯一的一家注册足球俱乐部，其主队2022至2023赛季参加伊夫林省足球联赛丁组（法国第十二级别），其主场为汤姆·万蒂姆什球场（Stade Tom Vantheemsche）。

### 环境
阿布利的环境事务由其所属的朗布依埃土地城市圈公共社区联合各级政府协调负责。2021年，阿布利境内暂无污染企业。

### 治安
2021年，阿布利市镇范围内有1处宪兵队。
阿布利及其附近的共53个市镇是朗布依埃国家宪兵队（zone gendarmerie de Rambouillet）的管辖范围。2020年，该宪兵队累计记录各类案件2,600起，其中盗窃类案件1,258起，经济类案件416起，毒品交易类案件200起。

## 文化

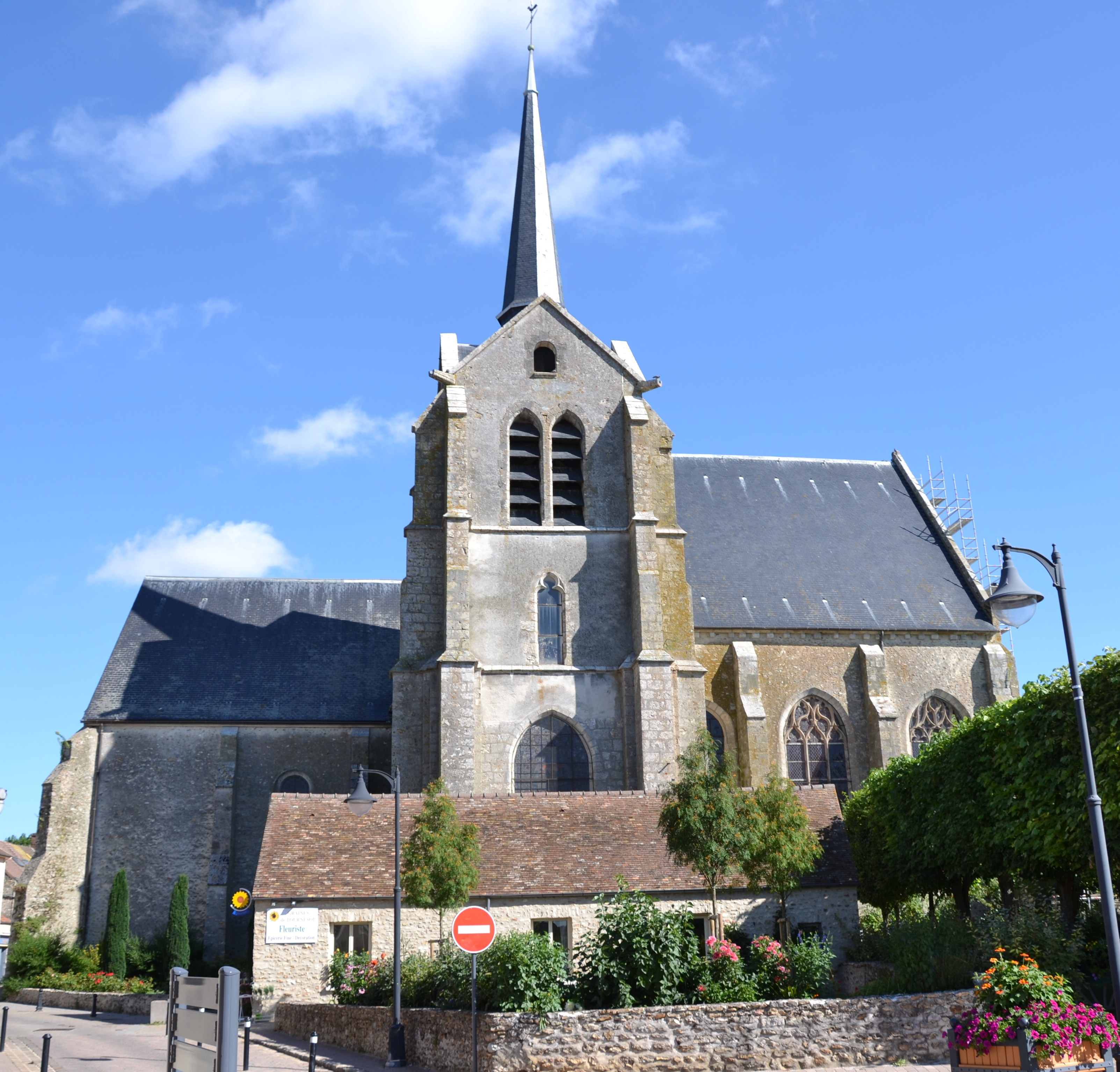
阿布利圣伯多禄-圣保罗教堂

2021年，阿布利境内暂无任何文化设施。阿布利市政府提供多媒体中心，每周三、五、六向公众开放。

### 建筑
阿布利境内有多处历史建筑，其中圣伯多禄-圣保罗教堂、圣埃潘-圣布莱斯修道院（Abbaye Saint-Épain-Saint-Blaise）等为法国国家文物保护单位。

### 旅游
阿布利的旅游事务由其所属的朗布依埃土地城市圈公共社区负责。2022年，阿布利境内暂无任何游客接待设施。

### 媒体
法国主要的媒体均可在阿布利接收，法国电视三台下属的法兰西岛大区频道在部分时段播出阿布利所在伊夫林省的地方新闻。

## 友好城市
截至2023年7月，阿布利共与一座城市建立了友好城市关系：
- 德国 内卡河畔罗滕堡

阿布利自1945年起与德国城市文德尔斯海姆开展交流活动，该市于1972年并入内卡河畔罗滕堡。